# Miss Continente Americano 2009
Miss Continente Americano 2009 fue la cuarta edición del concurso de belleza Miss Continente Americano, celebrado en Guayaquil, Ecuador el 26 de septiembre de 2009. Lupita González, Miss Continente Americano 2008, entregó la corona a Lina Mosquera, representante de Colombia.

## Resultados

### Posiciones
| Posición                  | Candidata                                                                       |
| ------------------------- | ------------------------------------------------------------------------------- |
| Miss Continente Americano | - Colombia - Lina Mosquera                                                      |
| 1.ª finalista             | - Brasil - Denise Ribeiro                                                       |
| 2.ª finalista             | - Ecuador - Sandra Vinces                                                       |
| Finalistas (Top 6)        | - Honduras - Bélgica Suárez - Perú - Karen Schwarz - Venezuela - Andreína Gomes |

### Premios especiales
- Mejor Traje Nacional - Liseth Díaz(Panamá)
- Miss Fotogénica - Mayella Mena (El Salvador)
- Miss Rostro Yanbal - Karen Schwarz  (Perú)

## Candidatas
| País                 | Candidata                          | Edad | Estatura (cm) | Procedencia       |
| -------------------- | ---------------------------------- | ---- | ------------- | ----------------- |
| Argentina            | Evelyn Lucía Manchón Albalat       | 23   | 176           | San Luis          |
| Bolivia              | Paola Flores Oliva                 | 19   | 168           | Santa Cruz        |
| Brasil               | Denise Ribeiro Aliceral            | 19   | 180           | Brasilia          |
| Canadá               | Mariana Valente                    | 23   | 175           | Richmond Hill     |
| Chile                | Catherine Cerda Mariñan            | 24   | 174           | Santiago          |
| Colombia             | Lina Marcela Mosquera Ochoa        | 20   | 180           | Quibdó            |
| Costa Rica           | María Amalia Matamoros Solís       | 20   | 175           | Naranjo           |
| Ecuador              | Sandra María Vinces Pinargote      | 19   | 178           | Portoviejo        |
| El Salvador          | Jacquelin Mayella Mena Mahomar     | 21   | 174           | San Salvador      |
| Guatemala            | Ivanna Bonilla Oliva               | 19   | 177           | Esquipulas        |
| Honduras             | Bélgica Nataly Suárez González     | 23   | 178           | Tegucigalpa       |
| México               | Paulina Hernández Calderón         | 22   | 172           | Mexicali          |
| Nicaragua            | Indiana María Sánchez Sánchez      | 21   | 175           | Managua           |
| Panamá               | Liseth del Carmen Díaz Muñoz       | 25   | 170           | Panamá            |
| Paraguay             | Tamara María Rosa Sosa Zapattini   | 20   | 181           | Asunción          |
| Perú                 | Karen Susana Schwarz Espinoza      | 25   | 178           | Lima              |
| Puerto Rico          | Melissa Serrano Flores             | 21   | 178           | Vega Baja         |
| República Dominicana | Rocío Elizabeth Castellanos Matías | 22   | 178           | Distrito Nacional |
| Uruguay              | Ana Laura Santana Gómez            | 21   | 174           | Salto             |
| Venezuela            | Andreína Gomes Cornejo             | 23   | 185           | Caracas           |

Datos acerca de las Delegadas:
- Lina Mosquera (Colombia), participó Reina Hispanoamericana 2009 posicionándose como 5.ª finalista
- Sandra Vinces (Ecuador) compitió en Reina Hispanoamericana 2009 posicionándose como Virreina Hispanoamericana 2009

- Indiana Sánchez (Nicaragua) compitió sin éxito en el Miss Universo 2009 no clasificó y en Nuestra Belleza Latina 2010, quedando en el puesto número 11.

- Rocío Castellanos (República Dominicana), compitió en Reina Hispanoamericana 2009 posicionándose como  ( República Dominicana)  posicionándose como 5.ª finalista.